# Dordonya (riu)
El Dordonya (Dordonha, en occità; Dordogne, en francès) és un riu d'Occitània, al sud-oest de França. Neix a Alvèrnia, a 1.680 metres d'altitud, al vessant del Puèi de Sant Circ, a la confluència dels torrents Dòr i Donha, al massís dels monts Dòr. Té 490 quilòmetres de longitud. És un riu de règim pluvionival, navegable en 117 km del seu curs inferior.
La vall del Dordonya està classificada com a terra d'art i d'història al seu lot part. L'11 de juliol de 2012, la conca va ser classificada com a reserva de la biosfera per la UNESCO. La conca té una rica biodiversitat d'espècies vegetals i animals, notables a nivell nacional i europeu. S'hi troben 39 espècies de peixos i és especialment valuós perquè és l'últim refugi dels principals peixos migratoris, com ara l'esturió comú, a l'Europa occidental.
Flueix en direcció nord-est - sud-oest, travessant els departaments francesos de Puèi de Doma, Corresa, Òut, Dordonya, i Gironda, fins a desembocar en la Gironda formant el més gran estuari d'Europa, de 72 km de longitud, al nord de la ciutat de Bordeus, en l'oceà Atlàntic. En ser aquest estuari el mateix de la Garona algunes fonts el consideren el Dordonya un afluent de la Garona mentre que d'altres els consideren dos rius independents que conflueixen a l'estuari. Separat de la Garona és el cinquè riu de França després del Loira, la Garona, el Roine i el Sena.